# ガンダーラ美術

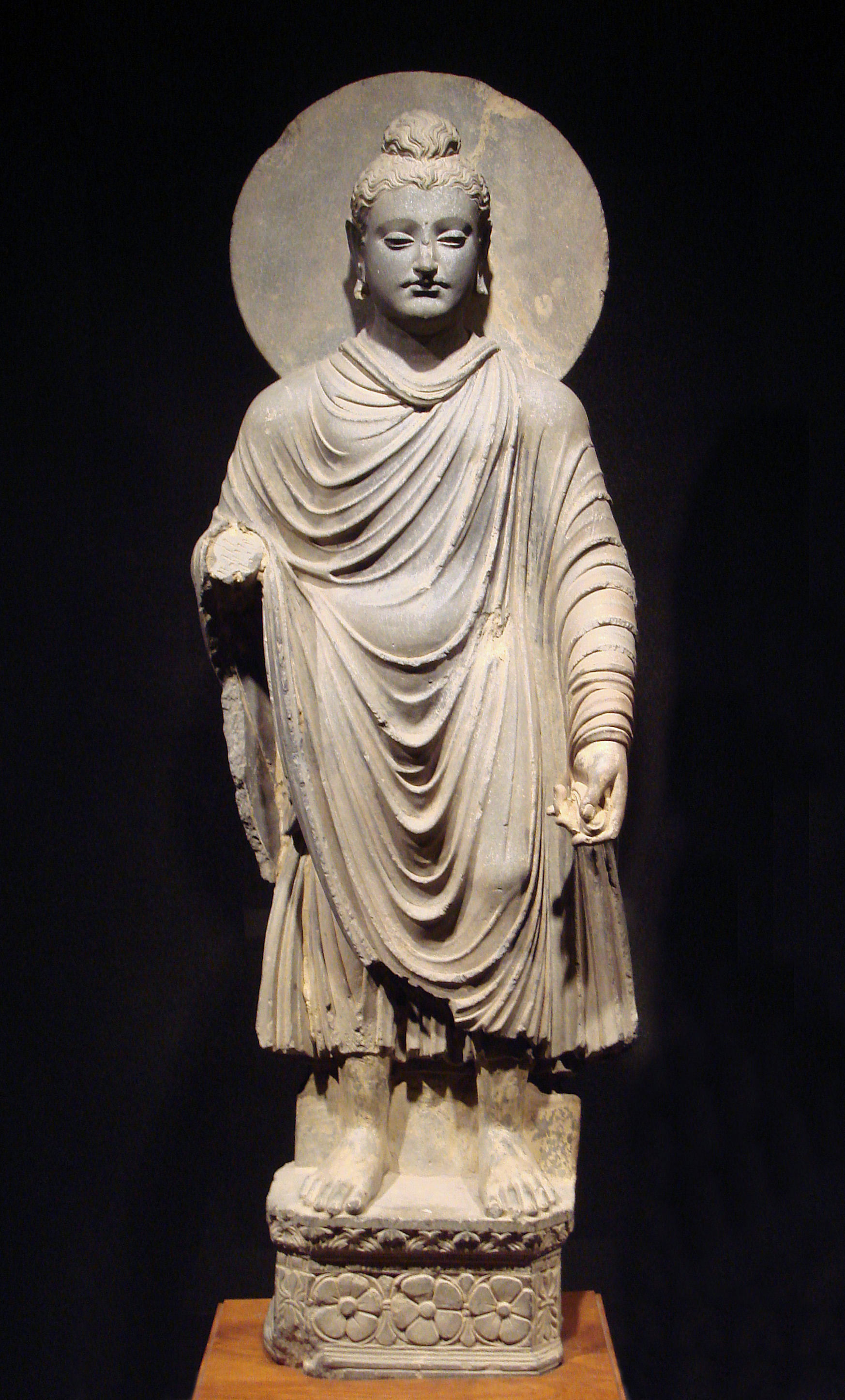
ガンダーラ仏（紀元1～2世紀）

- 美術史 > 東洋美術史 > 仏教美術 > ガンダーラ美術
- 宗教文化 > 宗教美術 > 仏教美術 > ガンダーラ美術
- 中央アジアの文化 > 中央アジアの美術 > ガンダーラ美術

ガンダーラ美術（英: Gandhara art）は、現在のパキスタン西北部にあるガンダーラ地方を中心に、紀元前後から5世紀頃まで栄えた仏教美術。ギリシャ仏教美術（ギリシャぶっきょうびじゅつ、仏: Art gréco-bouddhique）とも呼ばれ、日本語以外ではこれに準ずる呼称が一般的である。「ギリシャ仏教美術」という用語は、1905年に、フランスの東洋学者・考古学者、アルフレッド・フーシェによって提唱された。

## 概要
ギリシャ、シリア、ペルシャ、インドの様々な美術様式を取り入れた仏教美術として有名である。開始時期はパルティア治世の紀元前50年-紀元75年とされ、クシャーナ朝治世の1世紀から5世紀にその隆盛を極めた。インドで生まれた仏教は当初、仏陀そのものの偶像を崇拝することを否定していたが、この地でギリシャ文明と出会い、仏像を初めて生み出した。
この時代に成立した毘沙門天の像容に、「兜跋（とばつ）毘沙門天像」という、頭に鳳凰のついた冠をかぶった像が存在する。美術史研究家の田辺勝美は、毘沙門天の起源がギリシア神話のヘルメース（ローマのメルクリウス）であるという研究を発表している。
ガンダーラ仏で、大乗仏教の浄土教信仰の中心をなす阿弥陀如来の造像は極めて少ない。このことは大乗非仏説の論拠とされることがある。

## 歴史
元来の仏教徒は写実的な像で表現することを避けていた。しかし、紀元前後にヘレニズムの影響を受けたバクトリア（現在のアフガニスタン北部からイラン東部）地域のグレコ・バクトリア王国で、ギリシア彫刻の手法を用いて写実的な仏像や菩薩像が作られ、仏像崇拝の流行が起こった。
ガンダーラ仏像の特徴は、螺髪が波状の長髪で、目の縁取りが深い容姿でそびえ立つ姿がまるで西洋人のように見える。着衣の皺も深く刻まれて、自然な形状である。作品はほとんどがレリーフ（浮彫）であり、多くがストゥーパ基壇の壁面に飾られた。ガンダーラ彫刻はクシャーナ朝のカニシカ1世の治世において多くの発展を遂げた。ガンダーラから始まった仏像彫刻の技術は、インド本土はもちろん、中央アジアを経て、中国大陸・朝鮮半島・日本にまで伝わった。
5世紀にはこの地にエフタルが侵入し、その繁栄は終わりを告げた。

## ギャラリー

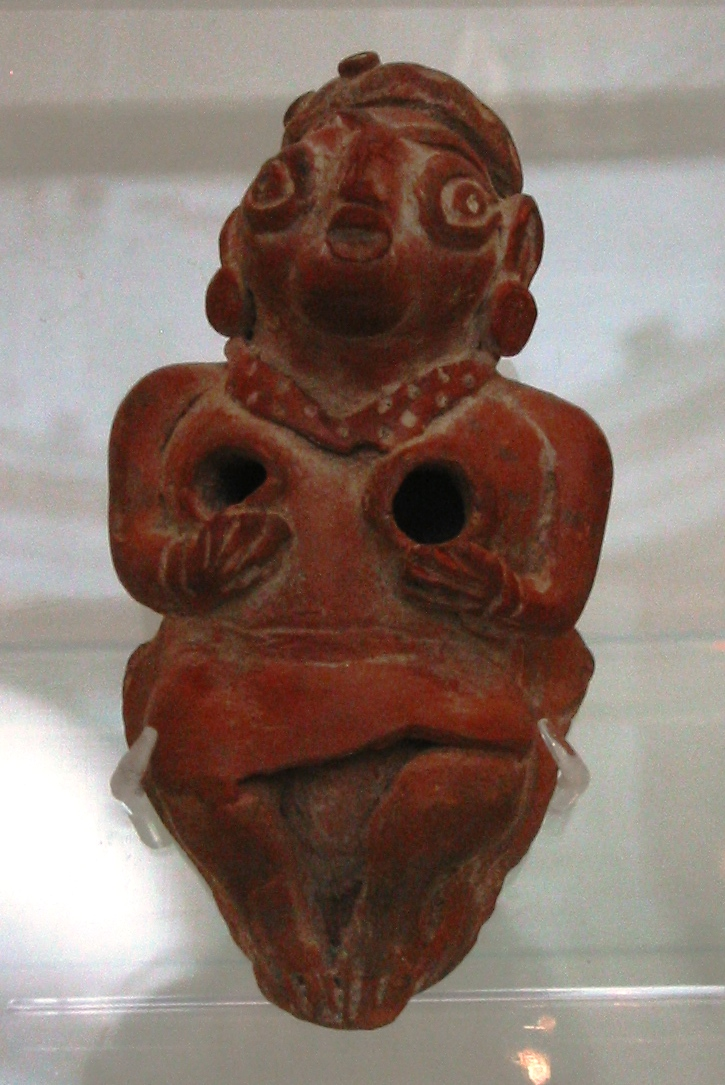
女性のテラコッタ。チャールサダ出土。紀元前1世紀〜3世紀
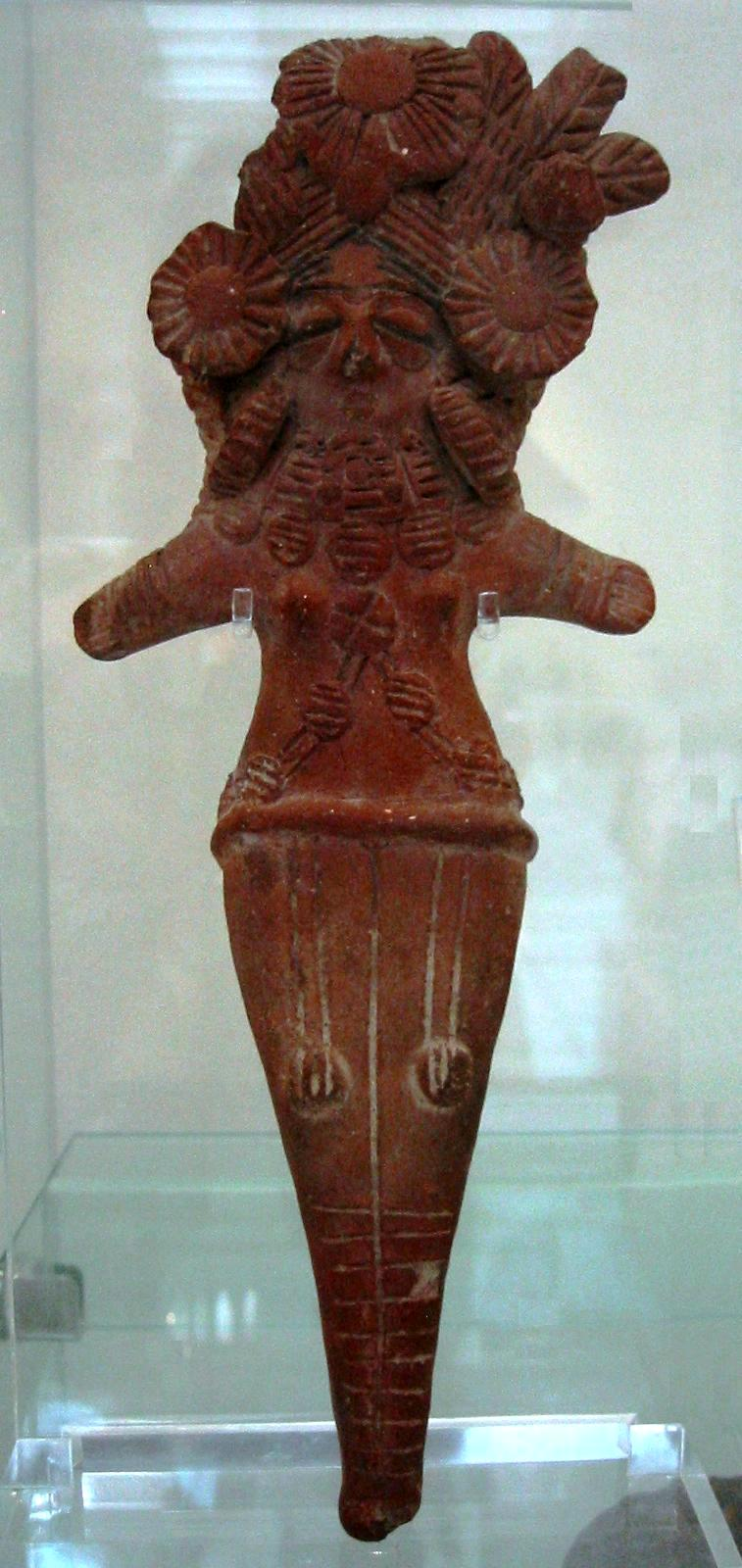
地母神像のテラコッタ。サル・デリー出土。紀元前1世紀
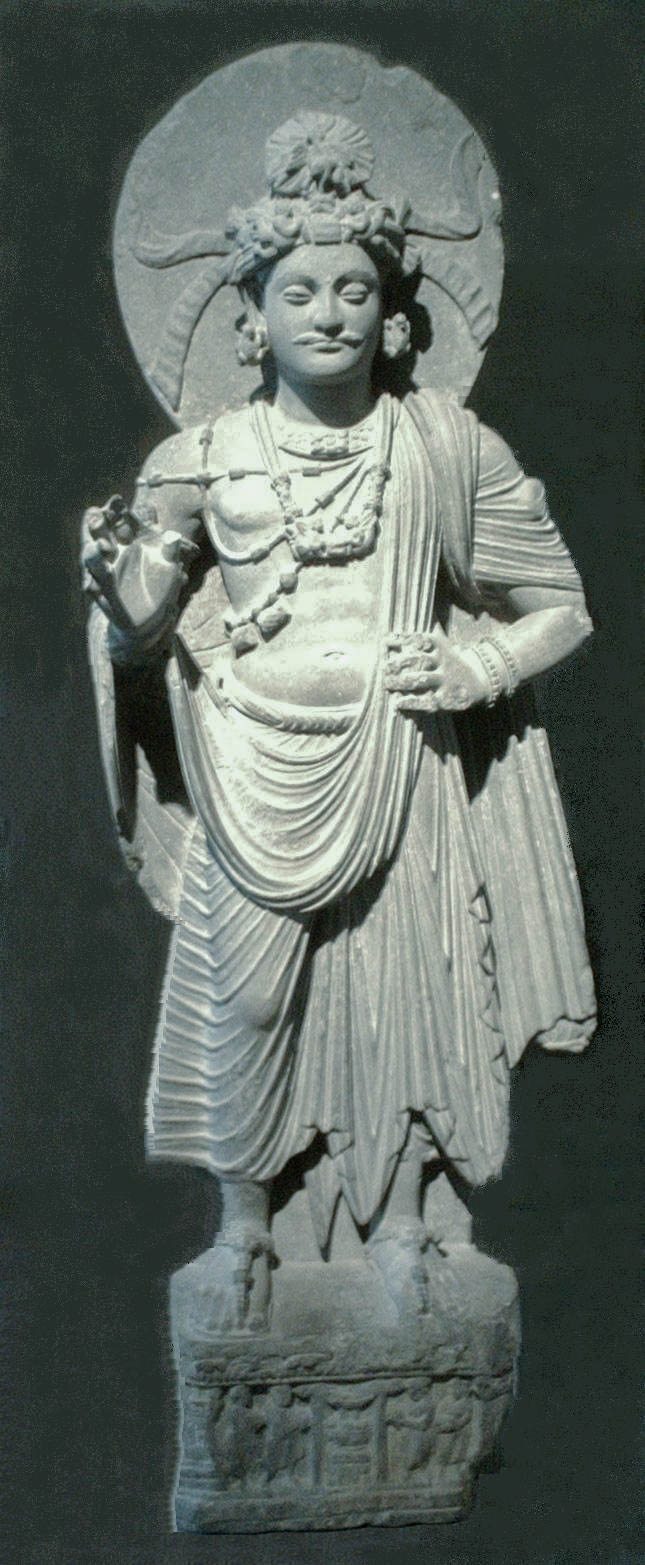
釈迦王子像、パリ・ギメ美術館。1 - 2世紀
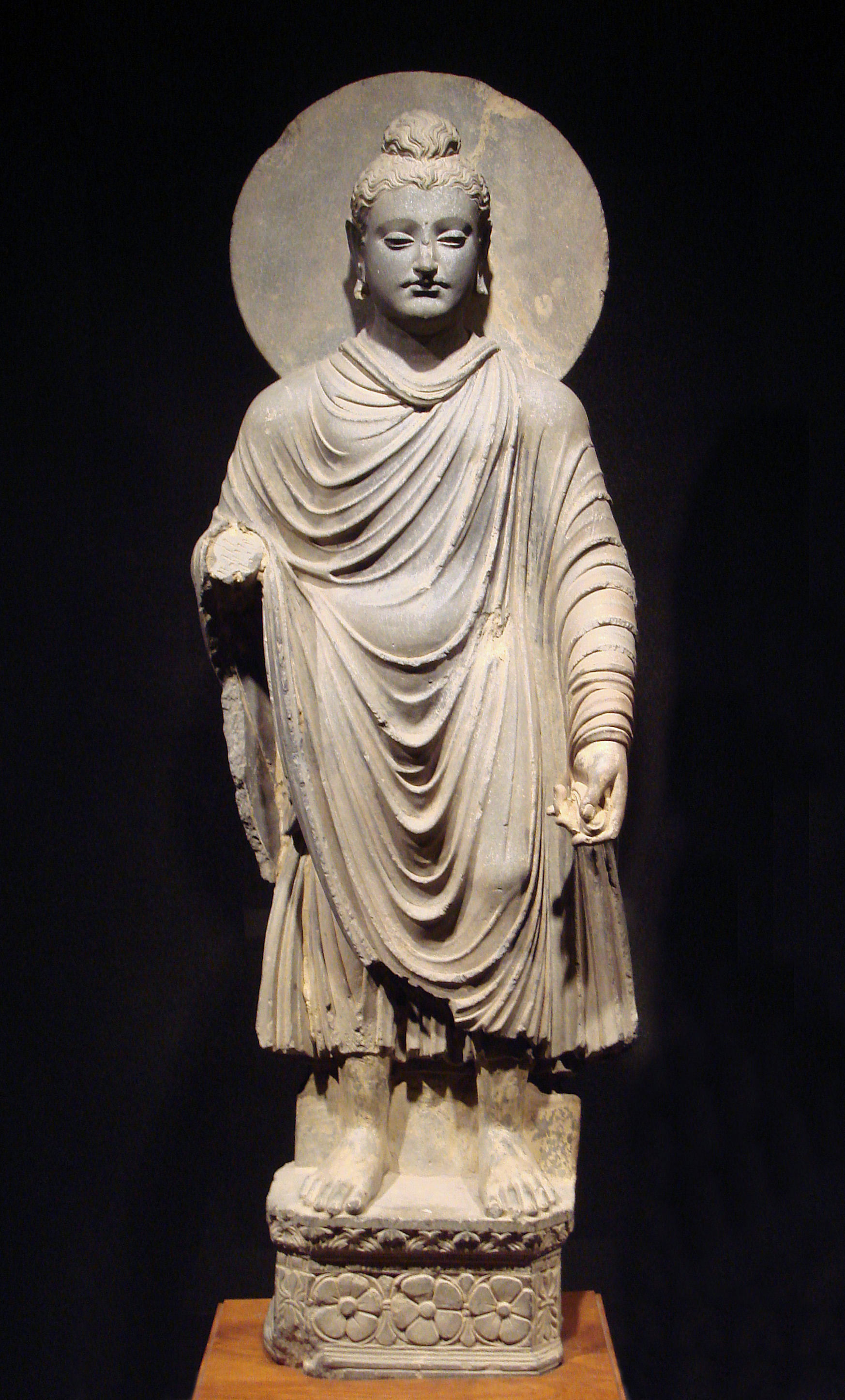
仏陀直立像、東京国立博物館。1 - 2世紀
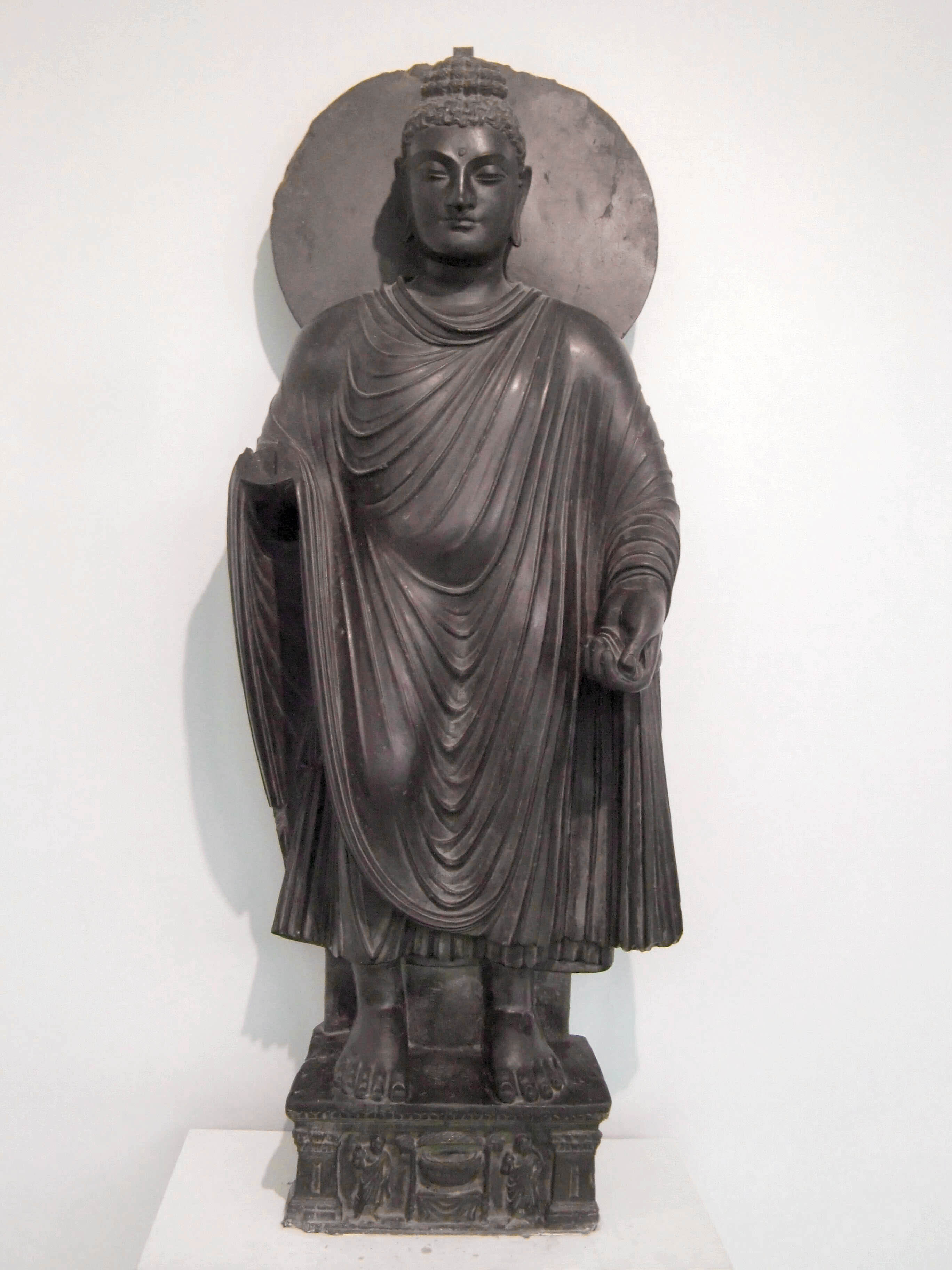
衣服の襞がギリシア的な仏像、インド国立博物館
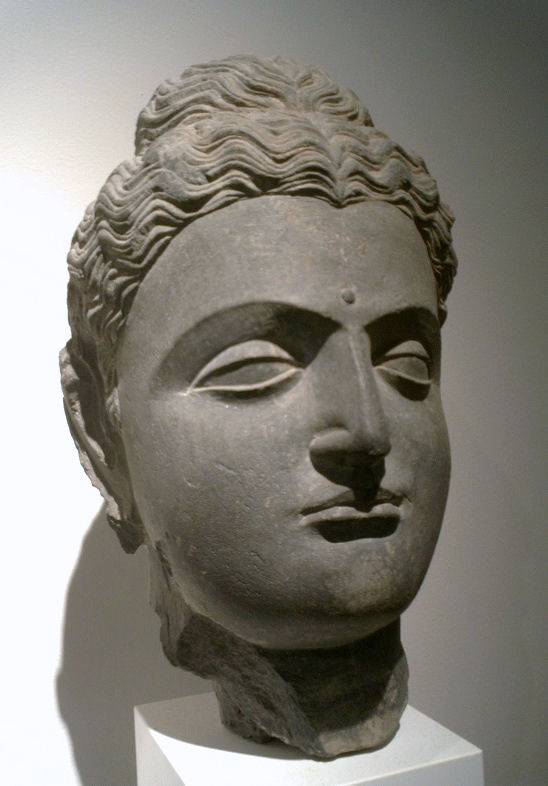
仏頭。2世紀。
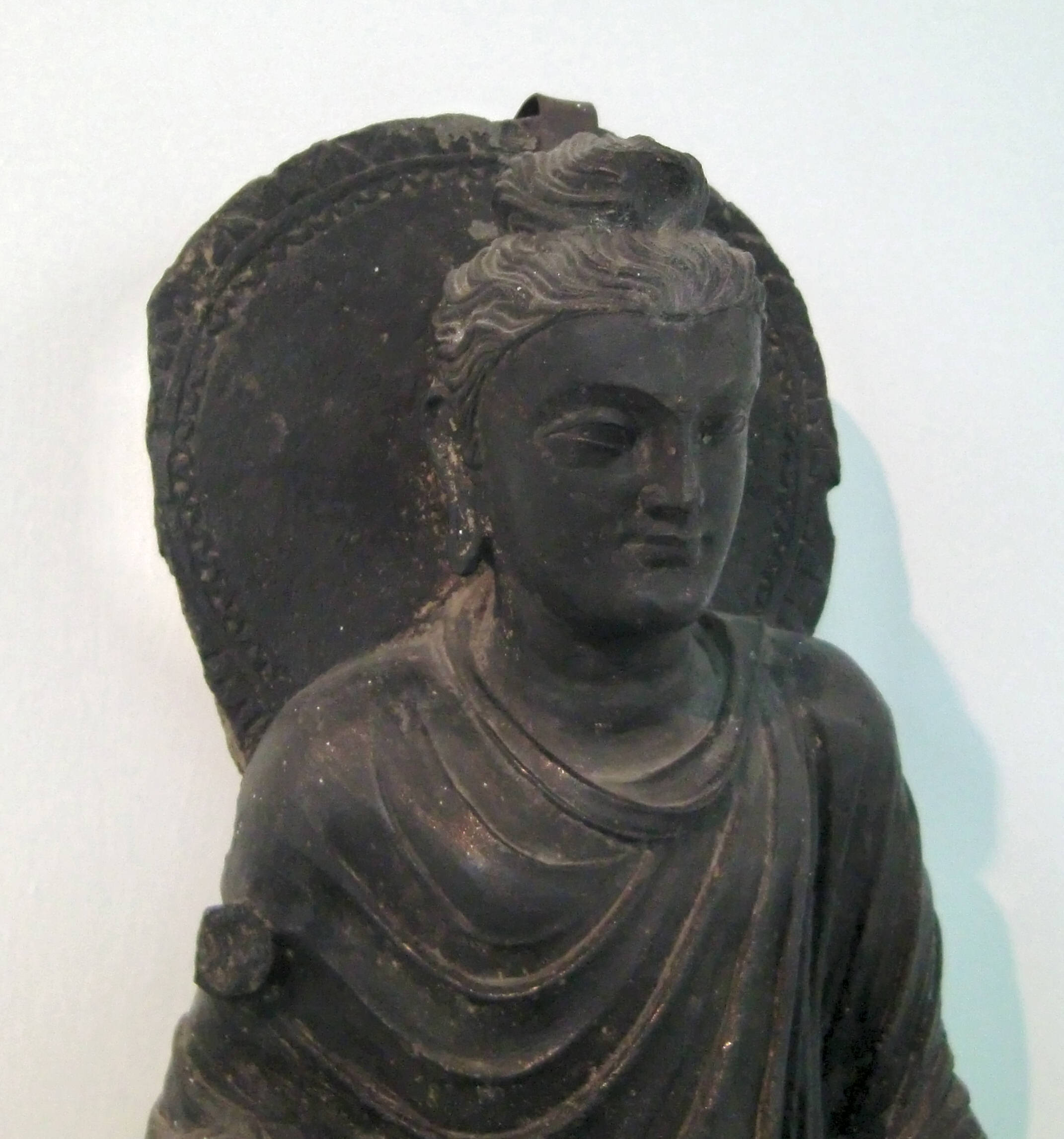
仏頭、インド国立博物館
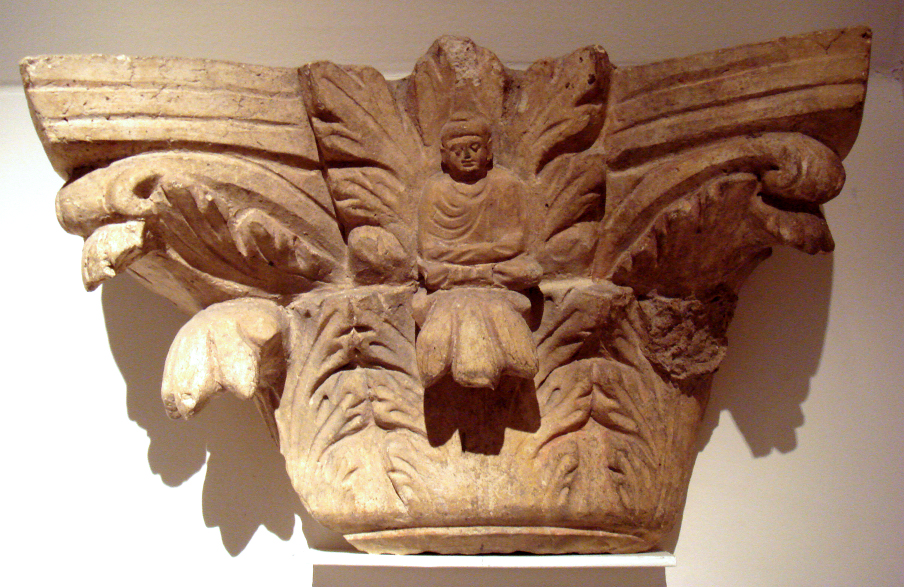
アカンサス装飾。
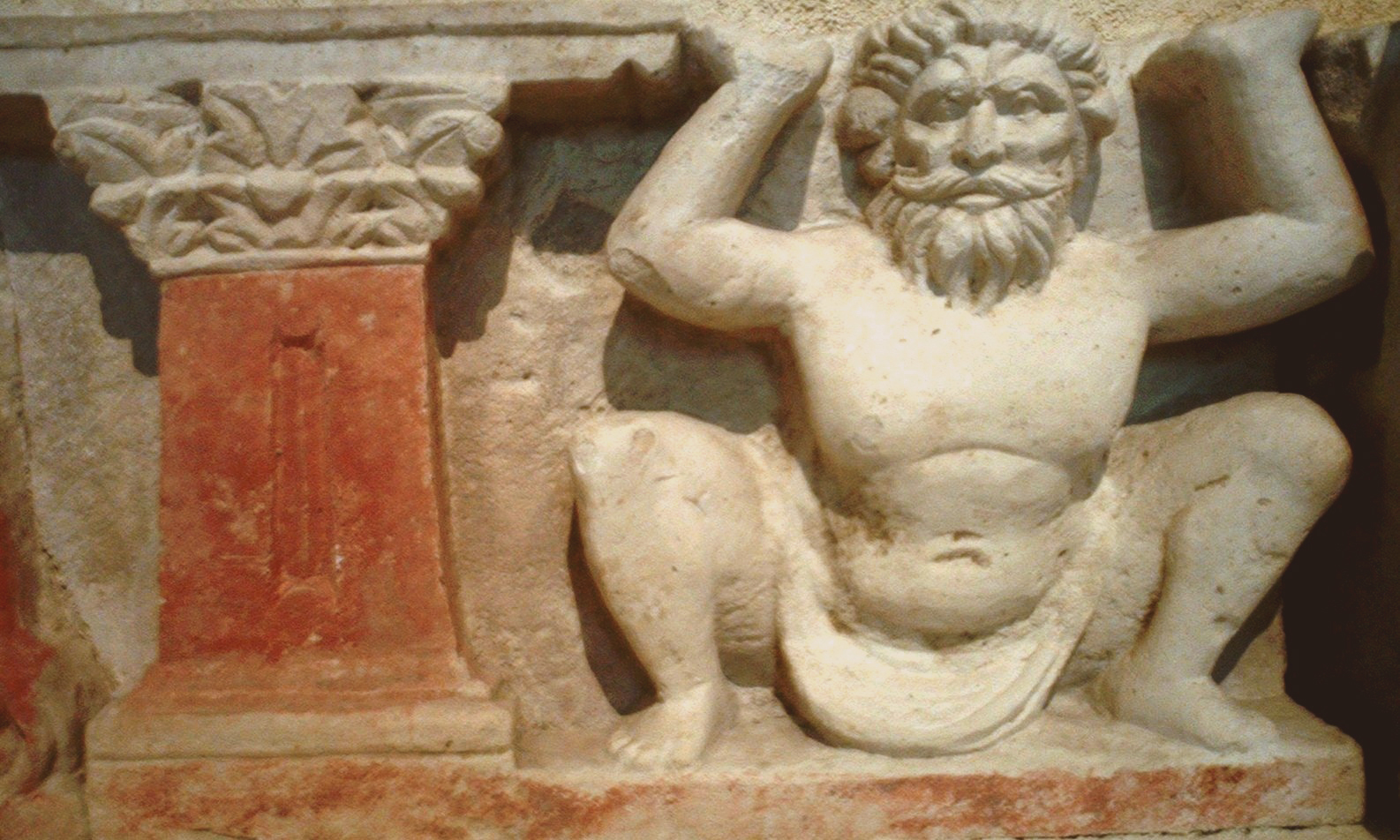
仏教遺跡に見えるギリシア神アトラース
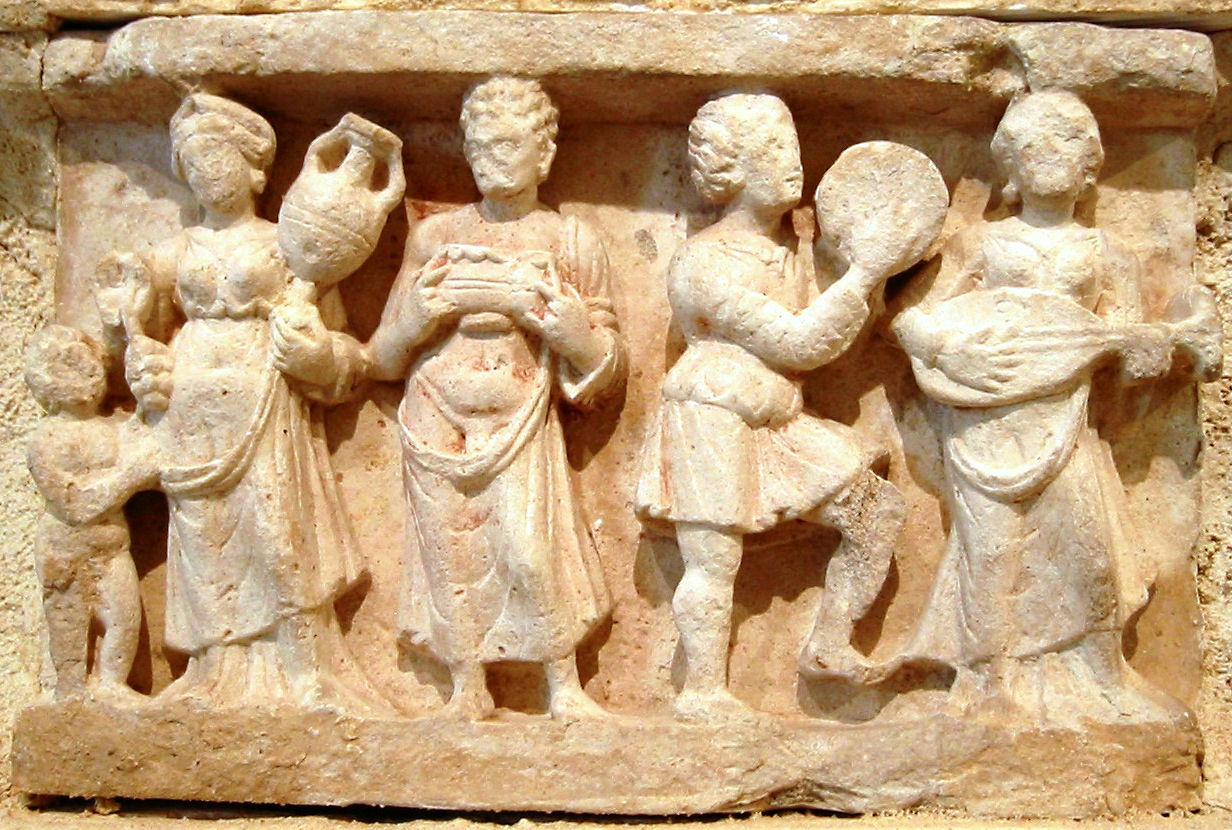
ワインと舞楽。ハッダ出土。1 - 2世紀。
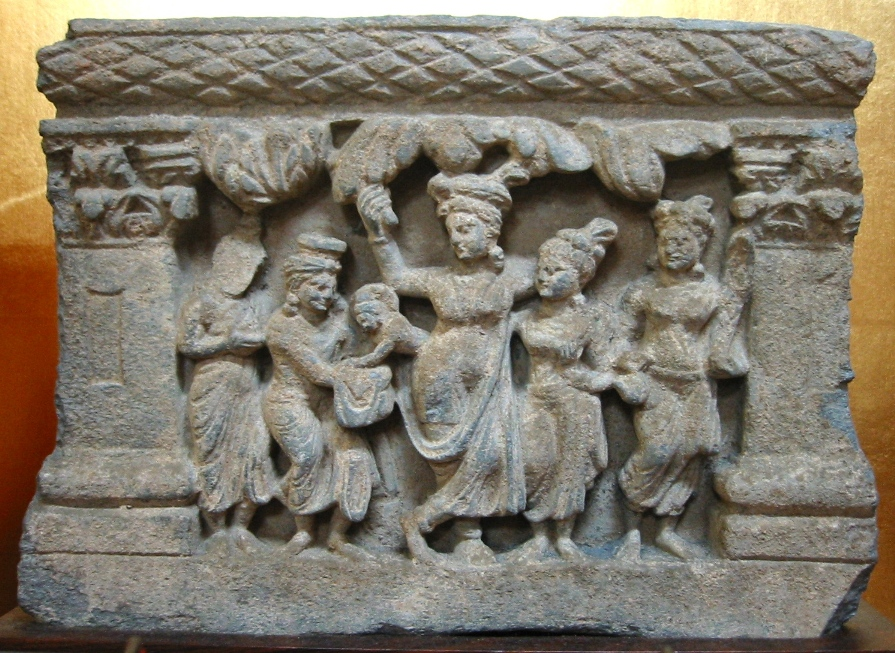
シッダルタの誕生。2 - 3世紀
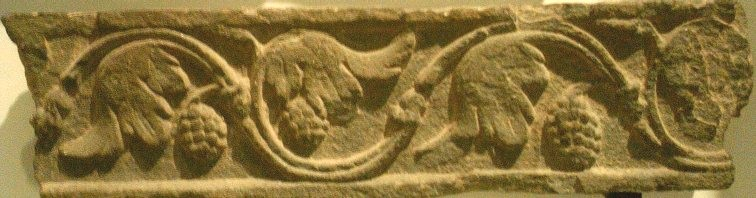
ヘレニズム彫刻。パキスタン北部出土。
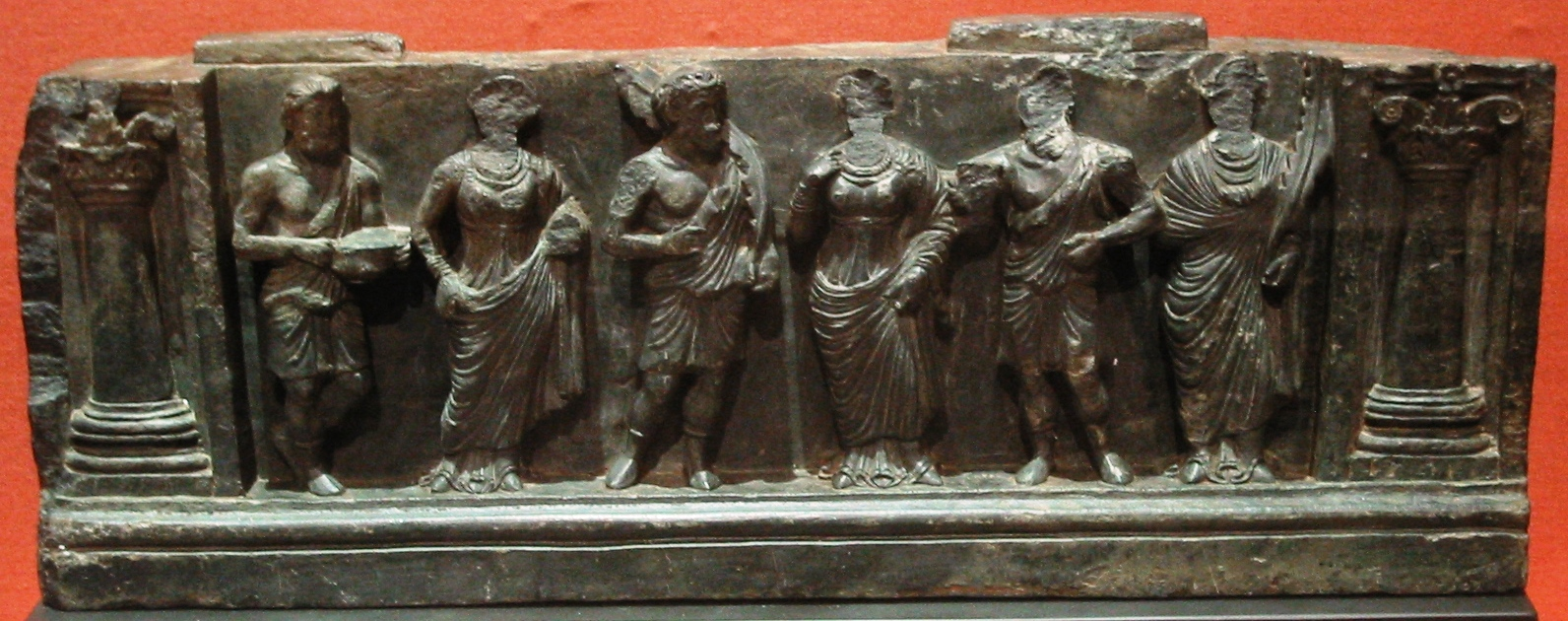
ヘレニズム彫刻。ガンダーラ出土。1世紀
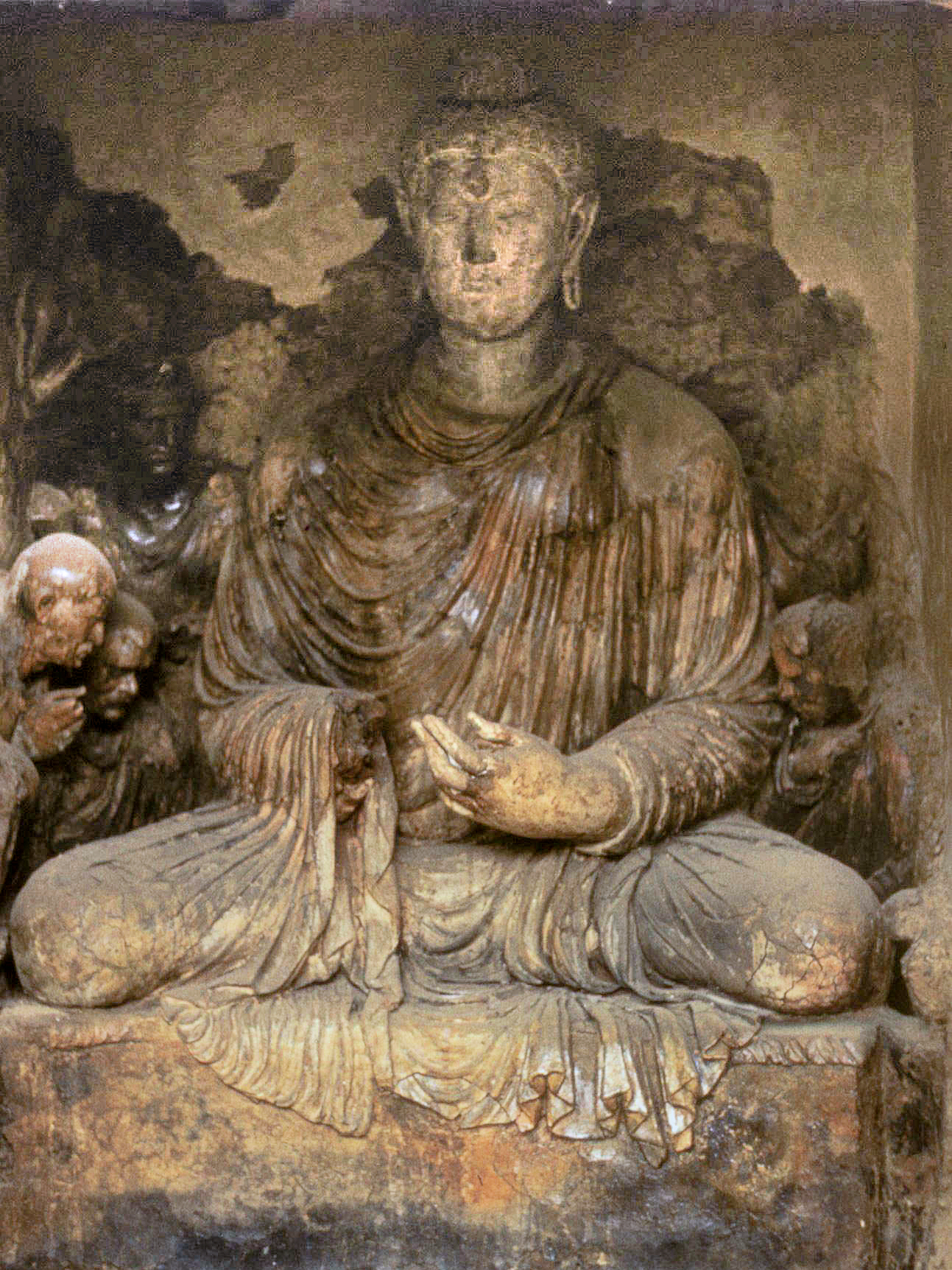
仏像とアレキサンダー仏陀脇侍像。タパ・シュトル寺院出土。クシャン朝フヴィシュカ王（西暦155-187）の在位間